# Regina (genre)
Genre
Regina est un genre de serpents de la famille des Natricidae. 

## Répartition
Les deux espèces de ce genre se rencontrent aux États-Unis et en Ontario au Canada.

## Liste d'espèces
Selon The Reptile Database (2 avril 2015) :
- Regina grahamii Baird & Girard, 1853
- Regina septemvittata (Say, 1825)

## Publication originale
- Baird & Girard, 1853 : Catalogue of North American Reptiles in the Museum of the Smithsonian Institution. Part 1.-Serpents. Smithsonian Institution, Washington, p. 1-172 (texte intégral).